# سوفلينهيم
سوفلينهيم (بالفرنسية: Soufflenheim)‏ هي بلدية فرنسية تقع في إقليم الراين الأسفل من منطقة ألزاس في شمال شرق فرنسا. تبلغ مساحة هذه المدينة 13.24 (كم²)، وترتفع عن سطح البحر 125 م، يبلغ عدد سكانها 4913 نسمة حسب إحصاء المعهد الوطني للإحصاء والدراسات الاقتصادية سنة 2009 م. وترأس Camille Scheydecker البلدية خلال فترة (2001-حتى الآن).

## وصلات خارجية
- صفحة البلدية على موقع المعهد الوطني للإحصاء والدراسات الاقتصادية (بالفرنسية)